# 4724 Brocken
4724 Brocken este un asteroid din centura principală, descoperit pe 18 ianuarie 1961 de C. Hoffmeister și J. Schubart.